# Buffonellaria turbula
Buffonellaria turbula är en mossdjursart som beskrevs av Gordon 1989. Buffonellaria turbula ingår i släktet Buffonellaria och familjen Celleporidae. Inga underarter finns listade i Catalogue of Life.